# Vyacheslav Sviderskyi
V'yacheslav Mykailyovych Sviders'kyi - em ucraniano, В'ячеслав Михайлович Свідерський (Kiev, 1 de janeiro, 1979) - é um futebolista da Ucrânia.
Nos tempos de URSS, seu nome era russificado para Vyacheslav Mikhaylovich Sviderskiy (Вячеслав Михайлович Свидерский).